# Oxypoda ferruginea
Oxypoda ferruginea är en skalbaggsart som beskrevs av Wilhelm Ferdinand Erichson 1839. Oxypoda ferruginea ingår i släktet Oxypoda, och familjen kortvingar. Arten har ej påträffats i Sverige.